# Bad Hersfelder Straße (Weimar)
Die Bad Hersfelder Straße ist ein Straßenzug in der Weimarer Nordvorstadt zwischen der Schwanseestraße und der Asbachstraße benannt nach Bad Hersfeld. Es ist eine Verbindungsstraße.
Dieses war bis zu seiner Umbenennung im Jahre 2006 Teilstück der Döllstädtstraße. 2007 wurde mit der Neugestaltung der Grünflächenanlage als Teil des Asbach-Grünzuges begonnen. Dahinter in westlicher Richtung liegt das Schwanseebad. Markant ist hierbei die Ummauerung des Weimarhallenparkes an seiner Westseite.
Die Bad-Hersfelder-Straße steht auf der Liste der Kulturdenkmale in Weimar (Sachgesamtheiten und Ensembles).